# Hell in a Cell 2022
Hell in a Cell (2022) was de 14e professioneel worstel-pay-per-view (PPV) en WWE Network evenement van Hell in a Cell dat georganiseerd werd door WWE voor hun Raw en SmackDown brands. Het evenement vond plaats op 5 juni 2022 in het Allstate Arena in Rosemont, Illinois.

## Productie

### Verhaallijnen
Nadat Cody Rhodes er slaagde om overwinningen te krijgen op Seth "Freakin" Rollins bij de evenementen WrestleMania 38 en WrestleMania Backlash, kreeg Rhodes een wedstrijd voor het United States Championship op 9 mei 2022 op een aflevering van WWE Raw. Tijdens de wedstrijd viel Rollins echter Rhodes aan, wat Rhodos de titel kostte. De volgende week er na, daagde Rhodes Rollins uit voor nog een wedstrijd, dit keer een Hell in a Cell match. Rollins accepteerde.
Bobby Lashley won Omos bij het evenement WrestleMania 38. De dag er na op Raw keerde Lashley's manager, MVP, zich tegen Lashley en sloot zich aan bij Omos, die vervolgens Lashley versloeg bij het evenement WrestleMania Backlash met de hulp van MVP. Op 16 mei 2022, hadden de twee een Steel Cage match op WWE Raw. Lashley won van Omos. De week er na, toen Lashley een einde wilde maken aan hun rivaliteit, daagde hij MVP uit voor een wedstrijd waarbij de winnaar de bepaling van zijn wedstrijd tegen Omos bij Hell in a Cell zou kiezen. Met de hulp van Omos versloeg MVP Lashley. Omos en MVP besloten dat de wedstrijd bij Hell in a Cell een 2-op-1 handicapwedstrijd zou zijn met Omos en MVP tegenover Lashley.

## Matches
| Nr. | Match                                                                                       | Winnaar(s)       | Opmerkingen                                                | Bron  |
| --- | ------------------------------------------------------------------------------------------- | ---------------- | ---------------------------------------------------------- | ----- |
| 1   | Bianca Belair (c) vs. Asuka vs. Becky Lynch                                                 | Bianca Belair    | Triple threat match voor het WWE Raw Women's Championship. | [ 6 ] |
| 2   | Bobby Lashley vs. Omos & MVP                                                                | Bobby Lashley    | 2-on-1 Handicap match                                      | [ 6 ] |
| 3   | Kevin Owens vs. Ezekiel                                                                     | Kevin Owens      | Een-op-een match.                                          | [ 6 ] |
| 4   | The Judgment Day (Edge, Damian Priest & Rhea Ripley) vs. AJ Styles, Finn Bálor & Liv Morgan | The Judgment Day | 6-person mixed tag team match                              | [ 6 ] |
| 5   | Madcap Moss vs. Happy Corbin                                                                | Madcap Moss      | No Holds Barred match                                      | [ 6 ] |
| 6   | Theory (c) vs. Mustafa Ali                                                                  | Theory           | Een-op-een match voor het WWE U.S. Championship            | [ 6 ] |
| 7   | Cody Rhodes vs. Seth "Freakin" Rollins                                                      | Cody Rhodes      | Hell in a Cell match.                                      | [ 6 ] |